# Américo Caparica Filho
Américo Caparica Filho 24 de fevereiro de 1923 – 7 de dezembro de 2013) foi um médico e professor brasileiro.
Foi eleito membro da Academia Nacional de Medicina em 2006.